# Ras Djezira
Ras Djezira (àrab: رأس الجزيرة, Raʾs al-Jazīra, ‘Cap de l'Illa’) és un cap de la costa oriental de Tunísia, situat a la part més meridional de la governació de Mahdia. A la vora hi ha la vila de Mellouleche. Està uns 10 km al sud del cap de Ras Ifriqya.